# Madison Avenue

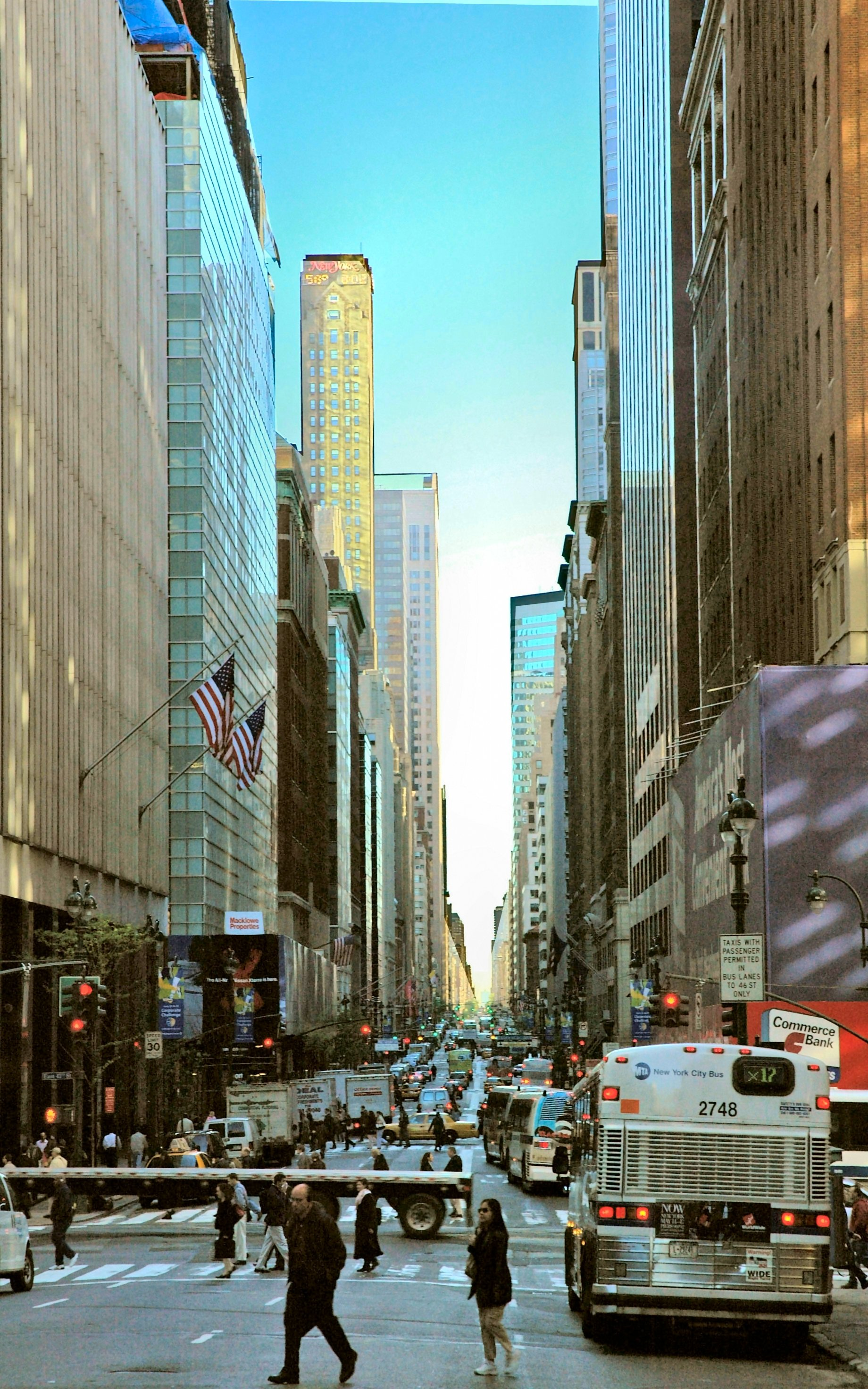
Madison Avenue, Blick nach Norden von der 40th Street

Die Madison Avenue ist eine 9,7 Kilometer lange Straße im Stadtbezirk Manhattan in New York City. Sie verläuft als Einbahnstraße vom Madison Square an der 23rd Street im Süden bis zum Harlem River Drive an der 142nd Street im Norden, wo sie in die Madison Avenue Bridge mündet. Sie befindet sich zwischen den parallel verlaufenden Straßen Park Avenue und Fifth Avenue. Sie führt durch Midtown, die Upper East Side, East Harlem und Harlem. Sie ist nach dem Madison Square benannt, dessen Name auf James Madison, vierter Präsident der Vereinigten Staaten, zurückgeht.
Die Madison Avenue war nicht Teil des ursprünglichen Commissioners’ Plan von 1811, sondern wurde erst 1836 durch die Anstrengungen des Politikers und Anwaltes Samuel B. Ruggles gebaut.
Die Madison Avenue ist bekannt für diverse Werbeagenturen, die sich in dieser Straße niedergelassen haben. Der Name Madison Avenue ist heute auch ein Metonym für die amerikanische Werbeindustrie.
Zwischen der 42nd und 48th Street liegt 43 Meter unter dem Straßenniveau der nach der Madison Avenue benannte Tunnelbahnhof Grand Central Madison. Der Kopfbahnhof ist Endstation für die Pendlerzüge der Long Island Rail Road (LIRR) von Long Island.

## Bedeutende Gebäude
Die Gebäude sind in der Reihenfolge ihrer Hausnummer, die von Süden nach Norden nummeriert sind, sortiert. Es wird immer die vollständige Adresse genannt, die das Gebäude einnimmt. Dies ist nicht immer mit der heute genutzten Postadresse identisch. So liegt etwa das 383 Madison Avenue bezeichnete Gebäude auf den Grundstücken 377–391 Madison Avenue.
| Nr.               | Beschreibung | Architekten                                                        | Bauzeitraum                | Abriss      | Abbildung                      |
| ----------------- | --- | ------------------------------------------------------------------ | -------------------------- | ----------- | ------------------------------ |
| East 23rd Street  | |                                                                    |                            |             |                                |
| 1–7               | Metropolitan Life Building East Wing (Altbau) | Napoleon Le Brun & Sons                                            | 1893                       | 1950er      |                                |
| 1–7               | Metropolitan Life Building East Wing (Neubau) |                                                                    | 1950er                     | –           |                                |
| 9                 | Madison Square Presbyterian Church (1854) | Richard Upjohn                                                     | 1854                       | 1907        |                                |
| 9                 | Metropolitan Life Tower | Napoleon Le Brun & Sons                                            | 1907–09                    | –           |                                |
| East 24th Street  | |                                                                    |                            |             |                                |
| 11                | Madison Square Presbyterian Church (1906) | Stanford White für McKim, Mead, and White                          | 1904–06                    | 1919        |                                |
| 17                | Pullman Building | William H. Gompert                                                 | vor 1912                   | vor 1928    |                                |
| 19                | Farragut Building |                                                                    | vor 1912                   | vor 1928    |                                |
| 21–25             | Madison Avenue Building |                                                                    | zw. 1910–12                | vor 1928    |                                |
| 11–25             | Metropolitan Life North Building | Harvey Wiley Corbett, D. Everett Waid                              | 1928–50                    | –           |                                |
| East 25th Street  | |                                                                    |                            |             |                                |
| 27–29             | Appellate Division Courthouse of New York State | James Brown Lord                                                   | 1896–99                    | –           |                                |
| 39–41             | Leonard Jerome Mansion | Thomas R. Jackson                                                  | 1859–65                    | 1967        |                                |
| 39–41             | New York Merchandise Mart | Emery Roth & Sons                                                  | –1974                      | –           |                                |
| East 26th Street  | |                                                                    |                            |             |                                |
| ?–61              | New York and Harlem Rail Road Depot, ab 1874 Teil des Great Roman Hippodrome |                                                                    | zw. 1854–57                | 1889        |                                |
| 43–?              | New York and New Haven Rail Road Depot |                                                                    | zw. 1854–57                | 1874        |                                |
| 43–?              | Great Roman Hippodrome, ab 1876 Gilmore’s Garden, ab 1879 Madison Square Garden I (das NY and Harlem Rail Road Depot war Teil des Komplexes)                                        |                                                                    | 1874                       | 1889        |                                |
| 43–61             | Madison Square Garden II | Stanford White                                                     | 1890                       | 1926        |                                |
| 43–61             | New York Life Building | Cass Gilbert                                                       | 1926–28                    | –           |                                |
| East 27th Street  | |                                                                    |                            |             |                                |
| 64                | Mott Memorial Medical Library |                                                                    | vor 1893                   | nach 1893   |                                |
| East 28th Street  | |                                                                    |                            |             |                                |
| 79–87             | 81 Madison Avenue | Warren & Wetmore                                                   | 1924                       | –           |                                |
| 80–84             | Episcopal Church |                                                                    | vor 1854                   | zw. 1859–89 |                                |
| 89–95             | Emmet Building |                                                                    | 1912                       | –           |                                |
| 90–94             | Rutgers Presbyterian Church, ab 1889 Scottish Rite Hall |                                                                    | 1873                       | ca. 1901    |                                |
| 90–94             | Hotel Seville | Harry Allen Jacob                                                  | 1901–04                    | –           |                                |
| East 29th Street  | |                                                                    |                            |             |                                |
| 105–117           | 105 Madison Avenue | Buchman & Fox                                                      | 1912–13                    | –           |                                |
| East 30th Street  | |                                                                    |                            |             |                                |
| 120               | Colony Club, jetzt American Academy of Dramatic Arts Building | Stanford White für McKim, Mead, and White                          | 1904–08                    | –           |                                |
| 127               | 127 Madison Avenue | SHoP Architects (2008)                                             | unbekannt 2008 (Umbau)     | –           |                                |
| 131–133           | Madison Avenue Baptist Church |                                                                    | 1858                       | 1930        |                                |
| 131–133           | Hotel Roger Williams (mit Madison Avenue Baptist Church) | Jardine, Hill & Murdock                                            | 1930                       | –           |                                |
| East 31st Street  | |                                                                    |                            |             |                                |
| East 32nd Street  | |                                                                    |                            |             |                                |
| East 33rd Street  | |                                                                    |                            |             |                                |
| 181               | Madison Belmont Building | Warren & Wetmore                                                   | 1924–25                    | –           |                                |
| East 34th Street  | |                                                                    |                            |             |                                |
| 188–189           | B. Altman & Company Building | Trowbridge & Livingston                                            | 1906–13                    | –           |                                |
| East 35th Street  | |                                                                    |                            |             |                                |
| 205–209           | Church of the Incarnation, Episcopal (Nach einem Brand 1882 wiederaufgebaut) | Emlen T. Littel (1865) David Jardine (1882)                        | 1864–65, Wiederaufbau 1882 | –           |                                |
| East 36th Street  | |                                                                    |                            |             |                                |
| 219               | John Jay Phelps House, ab 1882 J. P. Morgan House |                                                                    | 1853                       | 1927        |                                |
| 219               | Anbau an die Morgan Library & Museum | Benjamin Wistar Morris                                             | 1927–28                    | –           |                                |
| 225               | Wohnhaus |                                                                    | 1853                       | vor 1902    | das Mittlere der drei Häuser   |
| 225               | Morgan Library & Museum | Charles McKim für McKim, Mead, and White (1907) Renzo Piano (2006) | 1902–07 2006 (Umbau)       | –           |                                |
| 229– 231          | Isaac Newton Phelps House, dann Anson Phelps Stokes House ab 1904 J. P. Morgan Jr. House, ab 1944 Zentrale der Lutheran Church in America, ab 1988 Teil der Morgan Library & Museum | R. H. Robertson (1888)                                             | 1852–53 1888 (Umbau)       | –           |                                |
| East 37th Street  | |                                                                    |                            |             |                                |
| 233               | Joseph Raphael De Lamar House, jetzt Polnisches Generalkonsulat | C. P. H. Gilbert                                                   | 1902–05                    | –           |                                |
| 241               | NH Jolly Madison Towers Hotel | Murgatroyd & Ogden                                                 | 1923                       | –           |                                |
| 245               | Zion Protestant Episcopal Church, ab 1890 South Reformed Dutch Church |                                                                    | 1854                       | nach 1893   |                                |
| East 38th Street  | |                                                                    |                            |             |                                |
| East 39th Street  | |                                                                    |                            |             |                                |
| East 40th Street  | |                                                                    |                            |             |                                |
| 295–297           | Lefcourt Colonial Building | Charles F. Moyer Company, Bark & Djorup                            | 1930                       | –           |                                |
| East 41st Street  | |                                                                    |                            |             |                                |
| 300–314           | 300 Madison Avenue | Skidmore, Owings and Merrill                                       | 2001–03                    | –           |                                |
| 305               | One Grand Central Place | James Edwin Ruthvin Carpenter                                      | 1928–30                    | –           |                                |
| East 42nd Street  | |                                                                    |                            |             |                                |
| 319               | Holy Trinity Episcopal Church | Jacob Wrey Mould                                                   | –1874                      | 1895        |                                |
| 315–331           | One Vanderbilt | Kohn Pedersen Fox                                                  | 2017–2020                  | –           |                                |
| 316–330           | Sperry & Hutchinson Building | Kahn & Jacobs                                                      | –1964                      | –           |                                |
| East 43rd Street  | |                                                                    |                            |             |                                |
| 333–339           | New York Biltmore Hotel | Warren and Wetmore (1913) Environetics Architects (1983)           | 1912–13 1981–83 (Umbau)    | –           | vor dem Umbaunach dem Umbau    |
| East 44th Street  | |                                                                    |                            |             |                                |
| 346–348           | St. Bartholomew’s Episcopal Church | James Renwick Jr. (1876) Stanford White (1903)                     | 1872–76 1902–03 (Umbau)    | nach 1918   |                                |
| 347–355           | Church of the Disciples, später Madison Avenue Congregational Church |                                                                    | –1873                      | 1889        |                                |
| 347–355           | Manhattan Athletic Club, später Tiffany Studios |                                                                    | 1889                       | 1917        |                                |
| 347–355           | Equitable Trust Building |                                                                    | 1917–18                    | –           |                                |
| East 45th Street  | |                                                                    |                            |             |                                |
| 361–371           | The Roosevelt Hotel | George B. Post & Son                                               | –1924                      | –           |                                |
| East 46th Street  | |                                                                    |                            |             |                                |
| 377–391           | Bear Stearns Building, jetzt 383 Madison Avenue | David Childs für Skidmore, Owings and Merrill                      | 1999–2001                  | –           |                                |
| East 47th Street  | |                                                                    |                            |             |                                |
| East 48th Street  | |                                                                    |                            |             |                                |
| East 49th Street  | |                                                                    |                            |             |                                |
| 433–443           | ITT-American Building | Emery Roth & Sons                                                  | –1967                      | –           |                                |
| East 50th Street  | |                                                                    |                            |             |                                |
| 451–457           | Villard Houses | Joseph Wells, Stanford White für McKim, Mead, and White            | 1884                       | –           |                                |
| 454–458           | St. Patrick’s Cathedral | James Renwick Jr.                                                  | 1858–78                    | –           | Ansicht von der Madison Avenue |
| East 51st Street  | |                                                                    |                            |             |                                |
| 484–492           | Look Building (ehem. Sitz der Illustrierten Look) | Emery Roth & Sons                                                  | 1948–50                    | –           |                                |
| East 52nd Street  | |                                                                    |                            |             |                                |
| East 53rd Street  | |                                                                    |                            |             |                                |
| East 54th Street  | |                                                                    |                            |             |                                |
| East 55th Street  | |                                                                    |                            |             |                                |
| 549–553           | First Reformed Episcopal Church |                                                                    | vor 1893                   | nach 1916   |                                |
| 550–570           | AT&T Building, später Sony Building, jetzt 550 Madison Avenue | Philip Johnson                                                     | 1980–84                    | –           |                                |
| East 56th Street  | |                                                                    |                            |             |                                |
| 572–590           | IBM Building | Edward Larrabee Barnes                                             | –1983                      | –           |                                |
| East 57th Street  | |                                                                    |                            |             |                                |
| 595–599           | Fuller Building | Walker & Gillette                                                  | –1929                      | –           |                                |
| East 58th Street  | |                                                                    |                            |             |                                |
| 619–629           | Lenox Lyceum |                                                                    | vor 1891                   | nach 1907   |                                |
| East 59th Street  | |                                                                    |                            |             |                                |
| ...               | |                                                                    |                            |             |                                |
| East 64th Street  | |                                                                    |                            |             |                                |
| ?–750             | Synagoge |                                                                    | zw. 1862–93                | nach 1907   |                                |
| East 65th Street  | |                                                                    |                            |             |                                |
| East 66th Street  | |                                                                    |                            |             |                                |
| 773–779           | Church of the Holy Spirit (Episcopal) / All Souls’ Church, Protestant Episcopal |                                                                    | vor 1892                   | nach 1893   |                                |
| East 67th Street  | |                                                                    |                            |             |                                |
| East 68th Street  | |                                                                    |                            |             |                                |
| East 69th Street  | |                                                                    |                            |             |                                |
| East 70th Street  | |                                                                    |                            |             |                                |
| 843–863           | Presbyterian Hospital |                                                                    | vor 1892                   | nach 1892   |                                |
| East 71st Street  | |                                                                    |                            |             |                                |
| 865               | St. James’ Episcopal Church |                                                                    | 1885                       | –           |                                |
| 867               | Gertrude Rhinelander Waldo House | Kimball & Thompson                                                 | 1895–98                    | –           |                                |
| East 72nd Street  | |                                                                    |                            |             |                                |
| 896–898           | Charles L. Tiffany Residence |                                                                    | vor 1893                   | nach 1916   |                                |
| 902–?             | St. James’ Lutheran Church |                                                                    | vor 1893                   | nach 1916   |                                |
| East 73rd Street  | |                                                                    |                            |             |                                |
| 921               | Madison Avenue Presbyterian Church |                                                                    |                            |             |                                |
| East 74th Street  | |                                                                    |                            |             |                                |
| 945               | Whitney Museum of American Art, jetzt Met Breuer | Marcel Breuer                                                      | 1966                       | –           |                                |
| East 75th Street  | |                                                                    |                            |             |                                |
| ...               | |                                                                    |                            |             |                                |
| East 94th Street  | |                                                                    |                            |             |                                |
| 1341              | Squadron A Armory |                                                                    | 1895                       | –           |                                |
| East 95th Street  | |                                                                    |                            |             |                                |
| ...               | |                                                                    |                            |             |                                |
| East 142nd Street | |                                                                    |                            |             |                                |
| –                 | Madison Avenue Bridge | Alfred P. Boller                                                   | 1907–10                    | –           |                                |